# Barom Soccoroch
Barom Soccarach ou Barom Soka Reachea (mort en 1421)  souverain de l’Empire khmer de 1404/1417  à  1421. 

## Biographie
Selon les « Chroniques Royales » le prince  « Sukha Raja » ou « Parama Sukaraja » est le 33e roi  Khmer et le prédécesseur immédiat de Ponhea Yat.
Ces mêmes documents divergent sur son origine familiale. Il est le plus souvent  considéré comme le fils  du roi Thommo Soccarach ou Dhammasoka Reachea , mais il est parfois présenté comme un neveu de son prédécesseur le roi Soriyovong.
En tout état de cause son règne est bref. Il serait mort vers 1421  tandis que les Siamois s’emparaient une nouvelle fois de la capitale Angkor.

## Sources
- Achille Dauphin-Meunier, Histoire du Cambodge, Paris, Presses universitaires de France, coll. « Que sais-je ? n° 916 », 1968.
- Anthony Stokvis, Manuel d'histoire, de généalogie et de chronologie de tous les États du globe, depuis les temps les plus reculés jusqu'à nos jours, préf. H. F. Wijnman, éditions Brill Leyde 1888, réédition, 1966, Part 1ː Asia, Chapitre XIV §.9 « Kambodge » Listes et  tableau généalogique n°34  p.337-338.
- (en) & (de) Peter Truhart, Regents of Nations, K.G Saur Münich, 1984-1988  (ISBN 359810491X), Art. « Kampuchea », p. 1731.